# N’Guessankro (Bongouanou)
N’Guessankro est une localité de l'est de la Côte d'Ivoire et appartenant au département de Bongouanou, Région du Moronou. La localité de N’Guessankro est un chef-lieu de commune.